# (1954) Koukarkine
(1954) Koukarkine (internationalement (1954) Kukarkin ; provisoirement nommé 1952 PH) est un astéroïde de la ceinture principale découvert le 15 août 1952 par Pelagueïa Shajn à l'observatoire de Simeïz, en Ukraine. 
Il a été nommé en hommage à l'astronome russe Boris Vasilievitch Koukarkine.